# Chery Tiggo 8
La Chery Tiggo 8 est un crossover compact à sept places du constructeur automobile chinois Chery.

## Présentation

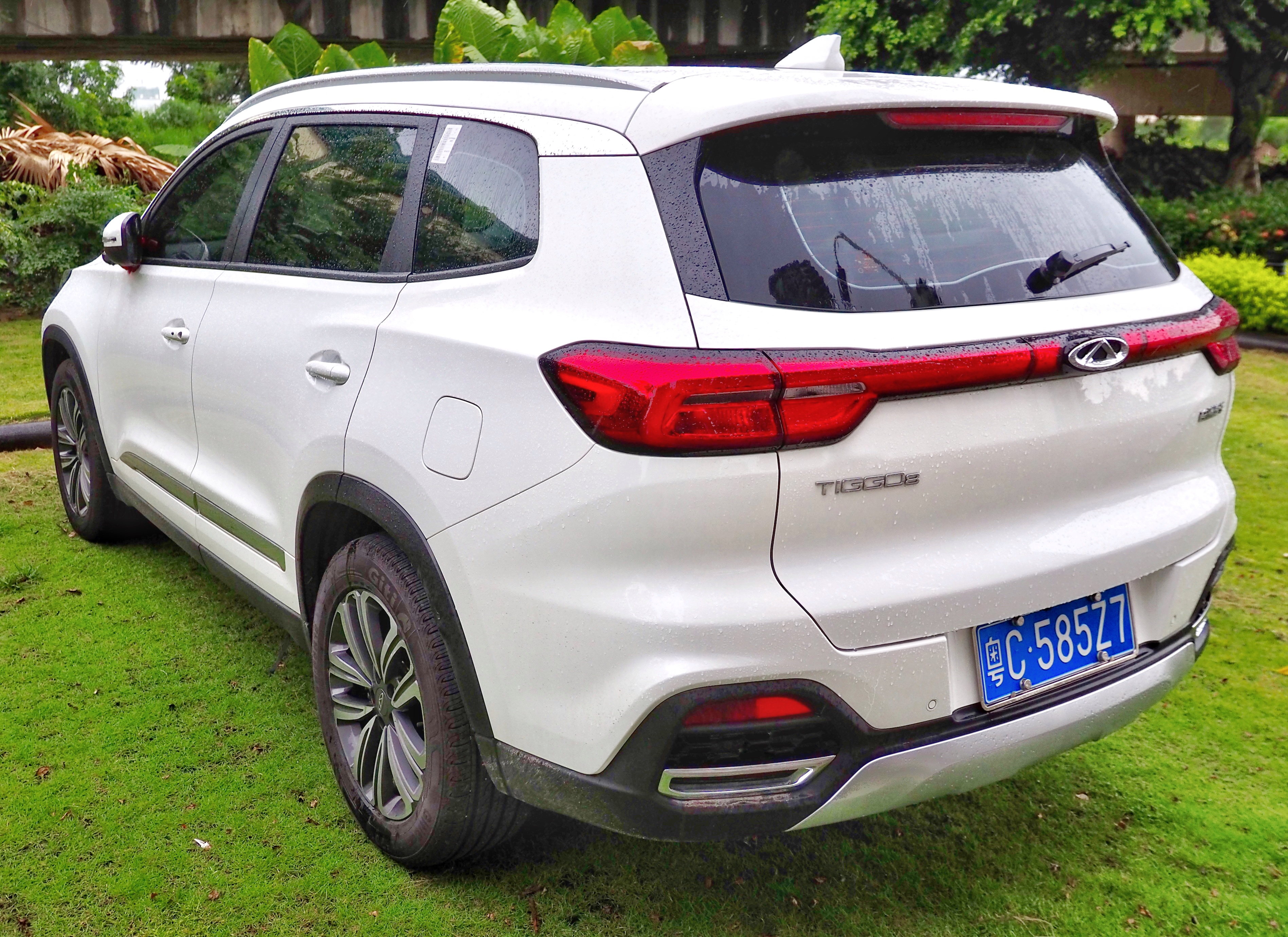
Vue arrière du Tiggo 8

La production du Tiggo 8 a été révélée lors du Salon de l'auto de Pékin 2018 en Chine, le positionnant au-dessus du plus petit Tiggo 7.

## Caractéristiques techniques

### Châssis
Le Tiggo 8 possède un châssis monocoque doté de jambes de force MacPherson dans les systèmes de suspension avant et multibras arrière. Les roues sont de 18 pouces et la garde au sol est de 200 mm.

### Motorisations
Le Tiggo 8 utilise un moteur essence à quatre cylindres en ligne de 1,5 litre du Tiggo 7 qui produit 147 ch (108 kW) et 210 N m de couple. Le moteur est couplé à une transmission à double embrayage (DCT) à 6 vitesses qui alimente les roues avant. Pour un modèle plus récent, un moteur essence 1,6 litre turbocompressé à injection directe à quatre cylindres en ligne couplé à une transmission à double embrayage à 7 vitesses développant 200 ch (147 kW) et 290 N m est ajouté à la gamme de produits avec des prix allant de 88 800 à 155 900 yuans. Une plus grande version introduite plus tard développe 258 ch (189 kW) et 350 N m.

## Tiggo 8 Plus
En octobre 2020, le Tiggo 8 Plus est dévoilé comme une version plus haut de gamme exclusive au marché local chinois.

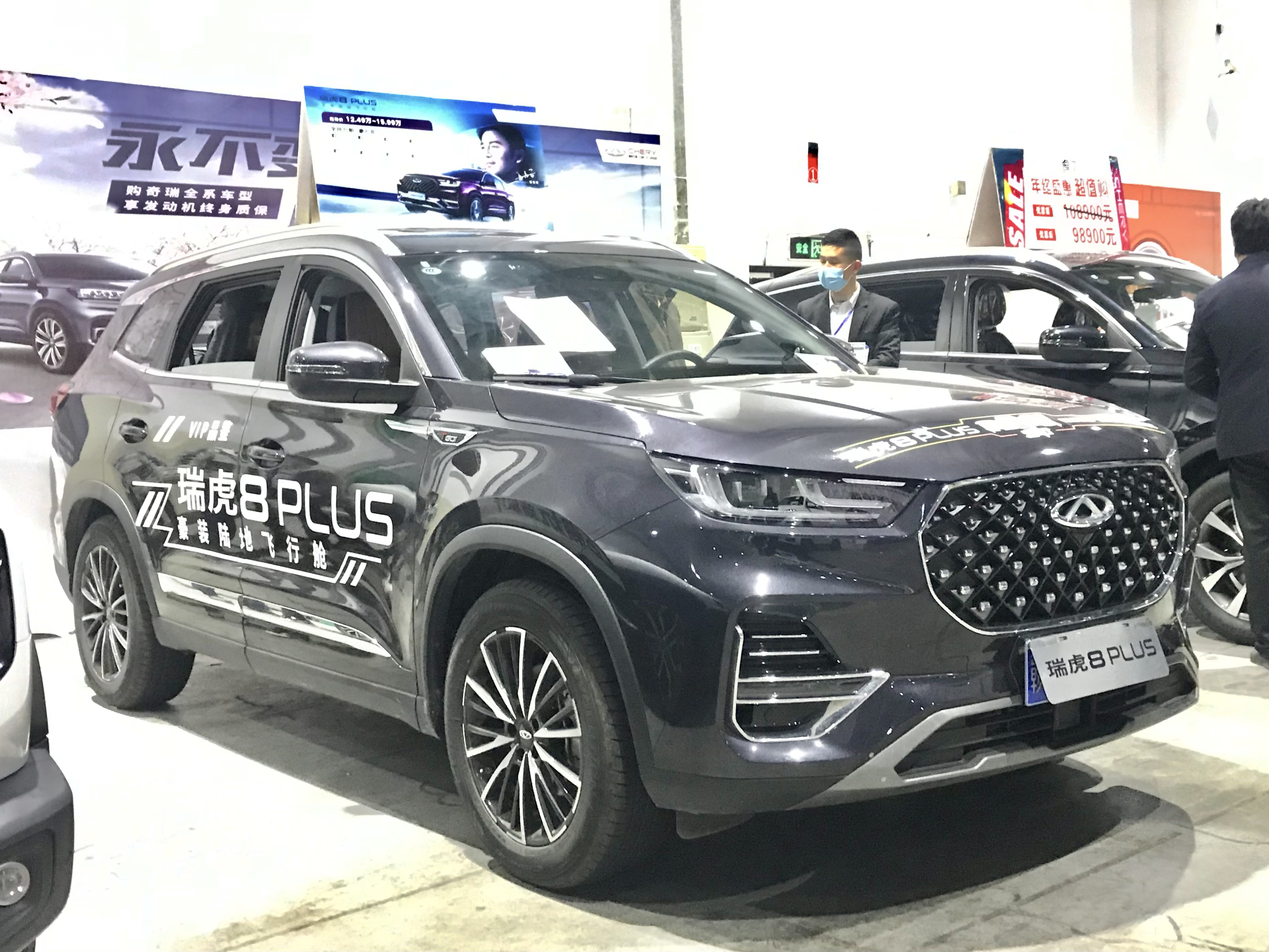
Tiggo 8 Plus (avant)
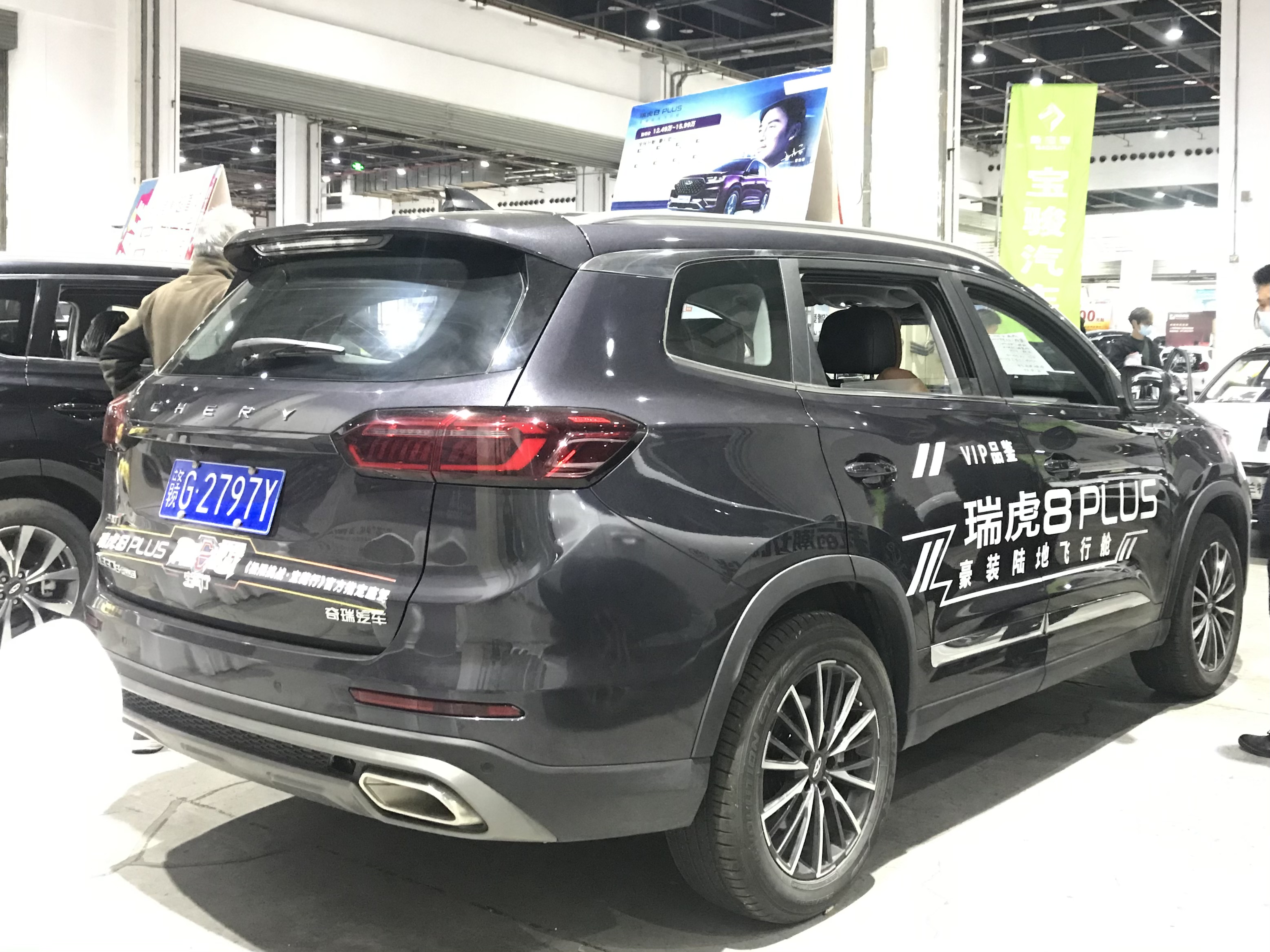
Tiggo 8 Plus (arrière)